# Alcis perspicuata
Alcis perspicuata är en fjärilsart som beskrevs av Moore 1867. Alcis perspicuata ingår i släktet Alcis och familjen mätare. Inga underarter finns listade i Catalogue of Life.